# Leudegasius
Leudegasius (teilw. auch Leodegar, Leudegarius, Lesio, Leonisius) war Anfang des 7. Jahrhunderts Bischof von Mainz.

## Leben
Der latinisiert überlieferte Name Leudegasius dürfte ostgermanischen Ursprungs sein. Er scheint ein Burgunder gewesen zu sein. Der Zeitraum seines Episkopats lässt sich nur ungefähr in die Zeit um 610 einordnen.
Im Kampf zwischen Theuderich II. und Theudebert II. vom 611/12 war er auf die Seite Theuderichs übergegangen. Als Grund für diese Entscheidung nennt die Fredegarchronik, dass er Theudebert für unfähig hielt und Theuderichs Tüchtigkeit herbeisehnte. Der Autor der Fredegarchronik lässt ihn gegenüber Theuderich II. eine Fabel erwähnen, um ihn von einer völligen Vernichtung Theudeberts abzuhalten.
Über die Zeit nach dem Bürgerkrieg und dem Tod Theuderichs 613 fehlen Belege. Leudegasius hat aus unklaren Gründen nicht 614 an der Synode in Paris teilgenommen. Möglicherweise hat er im Zusammenhang mit dem Sturz der Königin Brunichild das Mainzer Bischofsamt verloren.